# Easy Go
Easy Go – album amerykańskiego pianisty i lidera zespołów jazzowych Stana Kentona.
Pierwsza trasa koncertowa The Innovations in Modern Music Orchestra Stana Kentona w 1951 nie przyniosła zysków. Kenton miał też
problemy z urzędem skarbowym. W celu ratowania finansów otworzył lokal, w którym jego orkiestra grała do tańca i dokonał bardziej komercyjnych nagrań płytowych. Album Easy Go jest kompilacją sesji dla Capitolu realizowanych w Capitol Studios w Los Angeles pomiędzy pierwszą a drugą (w 1952) trasą orkiestry Kentona. CD został wydany przez Capitol Jazz/Blue Note Records w 2001.

## Muzycy
w utworze "Easy Go"
- Buddy Childers, Maynard Ferguson, Shorty Rogers, Chico Alvarez, Jimmy Salko – trąbki
- Milt Bernhardt, Harry Betts, Bob Fitzpatrick, Herbie Harper – puzony
- John Halliburton – puzon basowy
- Bud Shank, Art Pepper – saksofony altowe
- Bob Cooper, Bart Caldarell – saksofony tenorowe
- Bob Gioga – saksofon barytonowy
- Stan Kenton – fortepian
- Laurindo Almeida – gitara
- Don Bagley – kontrabas
- Shelly Manne – perkusja

w utworach "Love for Sale" i "Viva Prado"
- Al Procino, Maynard Ferguson, Shorty Rogers, Chico Alvarez, John Howell – trąbki
- Milt Bernhardt, Harry Betts, Bob Fitzpatrick, Eddie Bert – puzony
- John Halliburton – puzon basowy
- Bud Shank, Art Pepper – saksofony altowe
- Bob Cooper, Bart Caldarell – saksofony tenorowe
- Bob Gioga – saksofon barytonowy
- Stan Kenton – fortepian
- Ralph Blaze – gitara
- Don Bagley – kontrabas
- Shelly Manne – perkusja

w utworze "Something New" skład jak w "Love for Sale" z wyjątkiem
- Laurindo Almeida – gitara (zamiast Ralpha Blaze)

w utworach "Theme for Alto", "Riff Raff" i "Dynaflow"
- Ray Wetzel, Maynard Ferguson, Shorty Rogers, Chico Alvarez, John Howell – trąbki
- Milt Bernhadt, Harry Betts, Bob Fitzpatrick, Dick Kenney – puzony
- John Halliburton – puzon basowy
- Bud Shank, Art Pepper – saksofony altowe
- Bob Cooper, Bart Caldarell – saksofony tenorowe
- Bob Gioga – saksofon barytonowy
- Stan Kenton – fortepian
- Ralph Blaze – gitara
- Don Bagley – kontrabas
- Shelly Manne – perkusja
- Eddie Gomez – marakasy (tylko w Riff Rhapsody")

w utworach "What's New" i "Jump for Joe" skład jak w "Theme for Alto" z wyjątkiem
- Jimmy Salko – trąbka (zamiast Raya Wetzela)
- Paul Weigand – puzon basowy (zamiast Johna Halliburtona)
- Jimmy Giuffre – saksofon tenorowy (zamiast Boba Coopera)

w utworach "Night Watch" i "Francesca" skład jak w "Theme for Alto" z wyjątkiem
- Buddy Childers – trąbka (zamiast Raya Wetzela)

w utworach "Soliloquy" i "Lazy Daisy"
- Maynard Ferguson, Clyde Reasinger, Pete Candoli, Jerry Munson – trąbki
- Harry Betts, Bob Fitzpatrick, Dick Kenney, Gerald Finch – puzony
- George Roberts – puzon basowy
- John Graas – róg francuski
- Dick Meldonian, Herbie Steward – saksofony altowe
- Bob Cooper, Bart Caldarell – saksofony tenorowe
- Bob Gioga – saksofon barytonowy
- Stan Kenton – fortepian
- Ralph Blaze – gitara
- Don Bagley – kontrabas
- Shelly Manne – perkusja

w utworze "Mambo Rhapsody"
- Maynard Ferguson, Clyde Reasinger, Conte Candoli, Ruben McFall, Jack Millman – trąbki
- Bob Fitzpatrick, Bill Russo, Harold Branch, Gerald Finch – puzony
- George Roberts – puzon basowy
- Dick Meldonian, Lennie Niehaus – saksofony altowe
- Bill Holman, Lee Elliot – saksofonyy tenorowe
- Bob Gioga – saksofon barytonowy
- Stan Kenton – fortepian
- Ralph Blaze – gitara
- Don Bagley – kontrabas
- Frank Capp – perkusja
- Mike Pacheco – timbales

w utworach "Riff Raff", Star Dust" i "Bags and Baggage"
- Buddy Childers, Clyde Reasinger, Conte Candoli, Ruben McFall, Don Dennis – trąbki
- Bob Fitzpatrick, Bill Russo, John Halliburton, Gerald Finch – puzony
- George Roberts – puzon basowy
- Dick Meldonian, Lennie Niehaus – saksofony altowe
- Bill Holman, Lee Elliot – saksofonyy tenorowe
- Bob Gioga – saksofon barytonowy
- Stan Kenton – fortepian
- Ralph Blaze – gitara
- Don Bagley – kontrabas
- Frank Capp – perkusja

w utworach "Bill's Blues", "Cool Eyes" i "Beehive" skład jak w "Riff Raff" z wyjątkiem
- Harold Branch – puzon (zamiast Johna Halliburtona)

## Lista utworów
| 1.  | "Easy Go" (S. Kenton, J. Garland) | 3:06  |
|     | - nagranie z 21 sierpnia 1950, arr. S. Kenton - soliści: Don Bagley (kontrabas), Shorty Rogers (trąbka preparowana), Bob Fitzpatrick (puzon)                                 |       |
| 2.  | "Love for Sale" (Cole Porter) | 3:11  |
|     | - nagranie z 12 września 1950, arr. Pete Rugolo - soliści: Harry Betts (puzon), Bud Shank (saksofon altowy), Don Bagley (kontrabas)                                          |       |
| 3.  | "Viva Prado" (Shorty Rogers) | 3:16  |
|     | - nagranie z 12 września 1950, arr. Shorty Rogers - soliści: Milt Bernhardt (puzon), Art Pepper (saksofon altowy), Bob Cooper (saksofon tenorowy), Maynard Ferguson (trąbka) |       |
| 4.  | "Something New (Sunset Tower)" (S. Kenton) | 2:53  |
|     | - nagranie z 14 września 1950, arr. S. Kenton - solista: Milt Bernhardt (puzon)                                                                                              |       |
| 5.  | "Theme for Alto" (Pete Rugolo) | 2:36  |
|     | - nagranie z 20 marca 1951, arr. Pete Rugolo - soliści: Bud Shank (saksofon altowy), Milt Bernhardt (puzon)                                                                  |       |
| 6.  | "Riff Rhapsody" (Gene Roland) | 3:12  |
|     | - nagranie z 28 marca 1951, arr. Gene Roland - soliści: Milt Bernhardt (puzon), Shorty Rogers (trąbka preparowana), Ray Wetzel (trąbka), Bob Cooper (saksofon tenorowy)      |       |
| 7.  | "Dynaflow" (Art Pepper, Stan Kenton) | 3:05  |
|     | - nagranie z 28 marca 1951, arr. S. Kenton - soliści: Art Pepper (saksofon altowy), Stan Kenton (fortepian)/ Don Bagley (kontrabas)                                          |       |
| 8.  | "What's New" (B. Haggart, J. Mercer) | 3:10  |
|     | - nagranie z 31 maja 1951, arr. Shorty Rogers - solista: Maynard Ferguson (trąbka)                                                                                           |       |
| 9.  | "Jump for Joe" (Gene Roland) | 3:01  |
|     | - nagranie z 31 maja 1951, arr. Gene Roland - solista: Art Pepper (saksofon altowy)                                                                                          |       |
| 10. | "Night Watch" (S. Kenton) | 2:39  |
|     | - nagranie z 28 czerwca 1951, arr. S. Kenton - soliści: Stan Kenton (fortepian), Bob Fitzpatrick (puzon)                                                                     |       |
| 11. | "Francesca" (Pete Rugolo) | 2:41  |
|     | - nagranie z 28 czerwca 1951, arr. Pete Rugolo - soliści: Milt Bernhardt (puzon), Art Pepper (saksofon altowy)                                                               |       |
| 12. | "Soliloquy" (Rube Bloom) | 2:44  |
|     | - nagranie z 21 stycznia 1952, arr. S. Kenton - soliści: Don Bagley (kontrabas), Stan Kenton (fortepian), Harry Betts (puzon)                                                |       |
| 13. | "Lazy Daisy" (S. Kenton) | 2:47  |
|     | - nagranie z 21 stycznia 1952, arr. S. Kenton - solista: Pete Candoli (trąbka)                                                                                               |       |
| 14. | "Mambo Rhapsody" (L. Spence, B. Russell) | 2:30  |
|     | - nagranie z 25 lutego 1952, arr. S. Kenton - solista: Conte Candoli (trąbka)                                                                                                |       |
| 15. | "Riff Raff" (Gene Roland) | 3:07  |
|     | - nagranie z 18 marca 1952, arr. Gene Roland - soliści: Stan Kenton (fortepian), Bill Holman (saksofon tenorowy), Lennie Niehaus (saksofon altowy), Buddy Childers (trąbka)  |       |
| 16. | "Star Dust" (Hoagy Carmichael, Mitchell Parish) | 2:55  |
|     | - nagranie z 18 marca 1952, arr. Pete Rugolo - soliści: Bob Fitzpatrick (puzon), Bill Holman (saksofon tenorowy)                                                             |       |
| 17. | "Bags and Baggage" (Johnny Richards) | 3:03  |
|     | - nagranie z 19 marca 1952, arr. Johnny Richards - soliści: Don Bagley (kontrabas), Bob Fitzpatrick (puzon)                                                                  |       |
| 18. | "Bill's Blues" (Bill Russo) | 2:52  |
|     | - nagranie z 20 marca 1952, arr. Bill Russo - soliści: Conte Candoli (trąbka), Bob Fitzpatrick (puzon), Lennie Niehaus (saksofon altowy)                                     |       |
| 19. | "Cool Eyes" (Gene Roland) | 3:22  |
|     | - nagranie z 20 marca 1952, arr. Gene Roland - soliści: Conte Candoli (trąbka preparowana), Bill Holman (saksofon tenorowy)                                                  |       |
| 20. | "Beehive" (Gene Roland) | 3:04  |
|     | - nagranie z 20 marca 1952, arr. Gene Roland - soliści: Lennie Niehaus (saksofon altowy), Bill Holman (saksofon tenorowy), Don Dennis (trąbka)                               |       |
|     | | 59:14 |
|     | |       |

## Informacje uzupełniające
- Producent (sesje oryginalne) – Lee Gillette
- Producent reedycji – Michael Cuscuna
- Pomysł kompilacji i kompletowanie dokumentacji dyskograficznej – Michael Sparke
- Mastering – Ron McMaster
- Projekt okładki – Patrick Roques